# Osmylus taiwanensis
Osmylus taiwanensis is een insect uit de familie watergaasvliegen (Osmylidae), die tot de orde netvleugeligen (Neuroptera) behoort. 
Osmylus taiwanensis is voor het eerst wetenschappelijk beschreven door New in 1991. De soort komt voor in Taiwan.